# Al-Qusayr District
Al-Qusayr District (arabiska: منطقة القصير) är ett distrikt i Syrien.   Det ligger i provinsen Homs, i den centrala delen av landet, 120 kilometer norr om huvudstaden Damaskus.
Trakten runt Al-Qusayr District består till största delen av jordbruksmark. Runt Al-Qusayr District är det glesbefolkat, med 14 invånare per kvadratkilometer.